# Discographie de Nagi Yanagi
La discographie de Nagi Yanagi comporte plusieurs albums et single en solo, et d'autres pour le groupe supercell.

## Albums

### En solo

#### Album studio
| 2006                                   | EN - Date de sortie : 13 août 2006 - Label : CorLeonis - Format : CD                                                              | —  |
| 2007                                   | Leonis - Date de sortie : 21 mars 2007 - Label : CorLeonis - Format : Web album                                                   | —  |
| 2008                                   | Freirinite - Date de sortie : 9 mars 2008 - Label : CorLeonis - Format : CD                                                       | —  |
| 2010                                   | Ōrito no Yume (オールトの夢) - Date de sortie : 5 mai 2010 - Label : CorLeonis - Format : CD                                      | —  |
| 2012                                   | Owari no Hoshi no Love Song - Date de sortie : 25 avril 2012 - Label : Flaming June (FJCD-0002) - Format : CD                     | —  |
| 2013                                   | Euaru - Date de sortie : 3 juillet 2013 - Label : Geneon (GNCA-1376, GNCA-1377, GNCA-1378) - Format : CD, CD+DVD, CD+BD           | 4  |
| 2014                                   | Polyomino - Date de sortie : 10 décembre 2014 - Label : Geneon (GNCA-1421, GNCA-1422, GNCA-1423) - Format : CD, CD+DVD, CD+BD     | 7  |
| 2016                                   | Follow My Tracks - Date de sortie : 20 avril 2016 - Label : Geneon (GNCA-1477, GNCA-1478, GNCA-1479) - Format : CD, CD+DVD, CD+BD | 7  |
| 2018                                   | Natte - Date de sortie : 17 janvier 2018 - Label : Geneon (GNCA-1521, GNCA-1522, GNCA-1523) - Format : CD, CD+DVD, CD+BD          | 10 |
| "—" signifie qu'il n'a pas été classé. | |    |

#### Best of
| 2011                                   | Ame no Umi (雨の海) - Date de sortie : 6 septembre 2011 - Label : CorLeonis - Format : CD | — |
| "—" signifie qu'il n'a pas été classé. |                                                                                           |   |

### Avec le groupe supercell
| Année | Détails de l'album | Sommet atteint au classement Oricon | Disque de certification |
| ----- | --- | ----------------------------------- | ----------------------- |
| 2011  | Today Is A Beautiful Day - Date de sortie : 16 mars 2011 - Label : SME (SRCL-7486—7487 (CD+DVD), SRCL-7488 (CD)) - Format : CD, CD+DVD | 3                                   | JP: Or                  |

## Singles

### En solo
| 2011                                   | Hyōka no Kuni (氷下の国)  | —  |                             |
| 2011                                   | Killer Song               | —  | Owari no Hoshi no Love Song |
| 2012                                   | Vidro Moyō (ビードロ模様) | 11 |                             |
| "—" signifie qu'il n'a pas été classé. |                           |    |                             |

### Avec Annabel
Le nom du duo avec Annabel est Binaria
| 2008                                   | Epoca               | — |
| 2009                                   | Alba                | — |
| 2010                                   | Delightful Doomsday | — |
| 2011                                   | Nachtflug           | — |
| "—" signifie qu'il n'a pas été classé. |                     |   |

### Avec supercell
| Année | Chanson | Sommet atteint au classement Oricon | Disque de certification | Album                    |
| ----- | --- | ----------------------------------- | ----------------------- | ------------------------ |
| 2009  | Kimi no Shiranai Monogatari (君の知らない物語) - Date de sortie : 12 août 2009 - Label : SME (SRCL-7079/80 (CD Édition Limitée), SRCL-7081 (CD)) - Format : CD                                     | 5                                   | JP: Or                  | Today Is A Beautiful Day |
| 2010  | sayonara memories (さよならメモリーズ) - Date de sortie : 10 février 2010 - Label : SME (SRCL-7201/2 (CD Édition Limitée), SRCL-7203 (CD)) - Format : CD                                           | 7                                   |                         | Today Is A Beautiful Day |
| 2010  | Utakata Hanabi / Hoshi ga Matataku Konna Yoru ni (うたかた花火 / 星が瞬くこんな夜に) - Date de sortie : 25 août 2010 - Label : SME (SRCL-7331/2(CD Édition Limitée), SRCL-7333 (CD)) - Format : CD | 9                                   |                         | Today Is A Beautiful Day |

## PV
| Année | Chanson                                                                              | Directeur(s)              |
| ----- | ------------------------------------------------------------------------------------ | ------------------------- |
| 2009  | Kimi no Shiranai Monogatari (君の知らない物語)                                       | Hirohisa Sasaki           |
| 2010  | sayonara memories (さよならメモリーズ)                                               | Takahiro Miki Taiki Ueda  |
| 2010  | Utakata Hanabi / Hoshi ga Matataku Konna Yoru ni (うたかた花火 / 星が瞬くこんな夜に) | Kazuto Nakazawa           |
| 2011  | Perfect Day                                                                          | Ryōsuke Nakamura          |
| 2011  | Killer Song                                                                          |                           |
| 2012  | Owari no Sekai Kara                                                                  | Vidro Moyō (ビードロ模様) |

## Autres albums
| Année | Chanson                    | Album                             | Notes | Ref.   |
| ----- | -------------------------- | --------------------------------- | --- | ------ |
| 2011  | Hitoshizuku                | Zone Tribute: Kimi ga Kureta Mono | Un Tribute album en l'hommage de ZONE. "Hitoshizuku" est une reprise du single Hitoshizuku de 2002 de ZONE. | [ 15 ] |
| 2011  | Koibumi Itsuwaranai Kimi e | Rewrite Original Soundtrack (en)  | Soundtrack du visual novel Rewrite. Les chansons sont dans leurs versions originales et en version courtes. | [ 16 ] |
| 2011  | Little Forest Reply        | Branch (en)                       | Un album remix album des chansons de l'album Rewrite.                                                       | [ 17 ] |